# Myrmecia brevinoda
Myrmecia brevinoda är en myrart som beskrevs av Auguste-Henri Forel 1910. Myrmecia brevinoda ingår i släktet bulldoggsmyror, och familjen myror. Inga underarter finns listade i Catalogue of Life.

## Bildgalleri

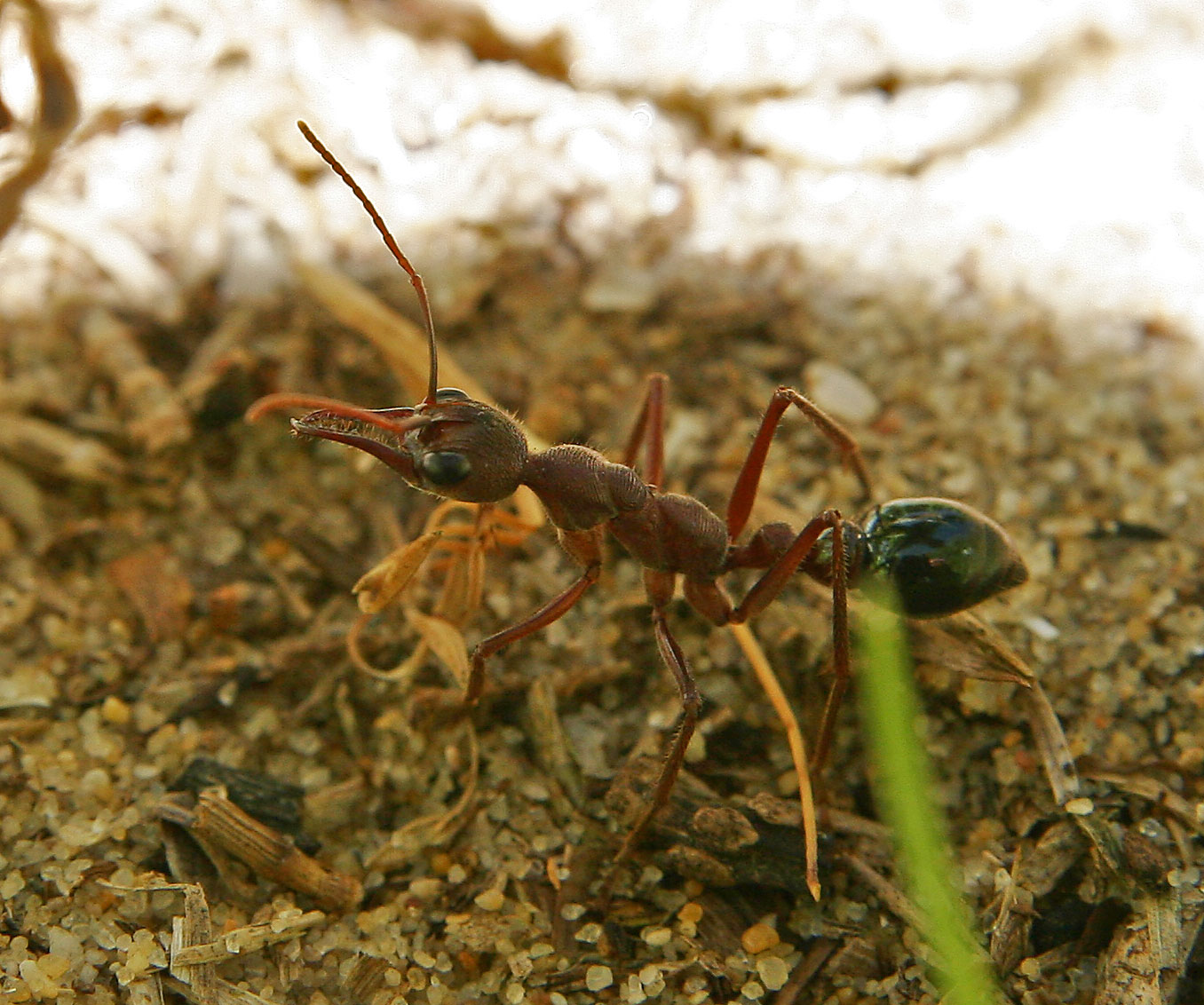
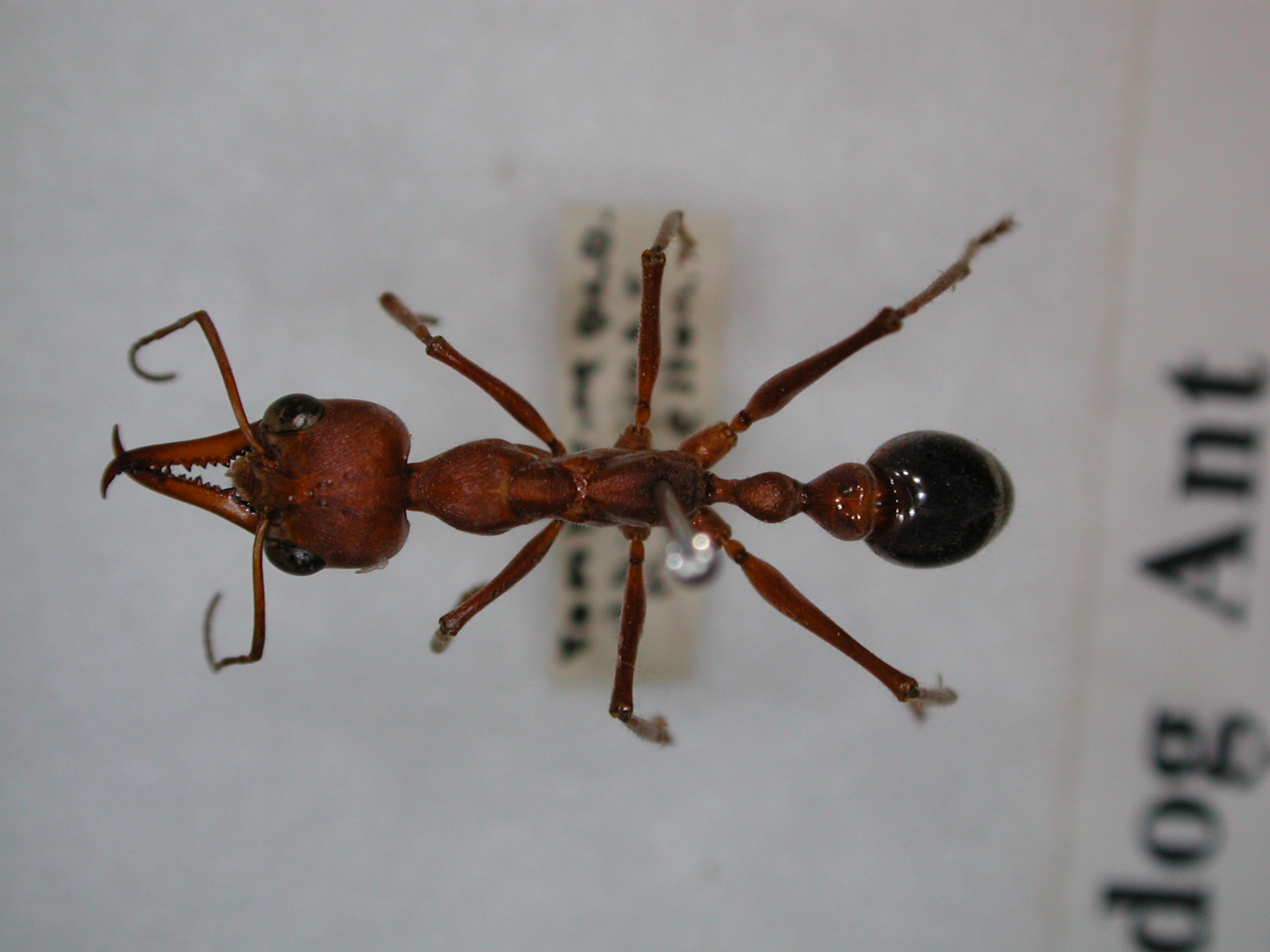
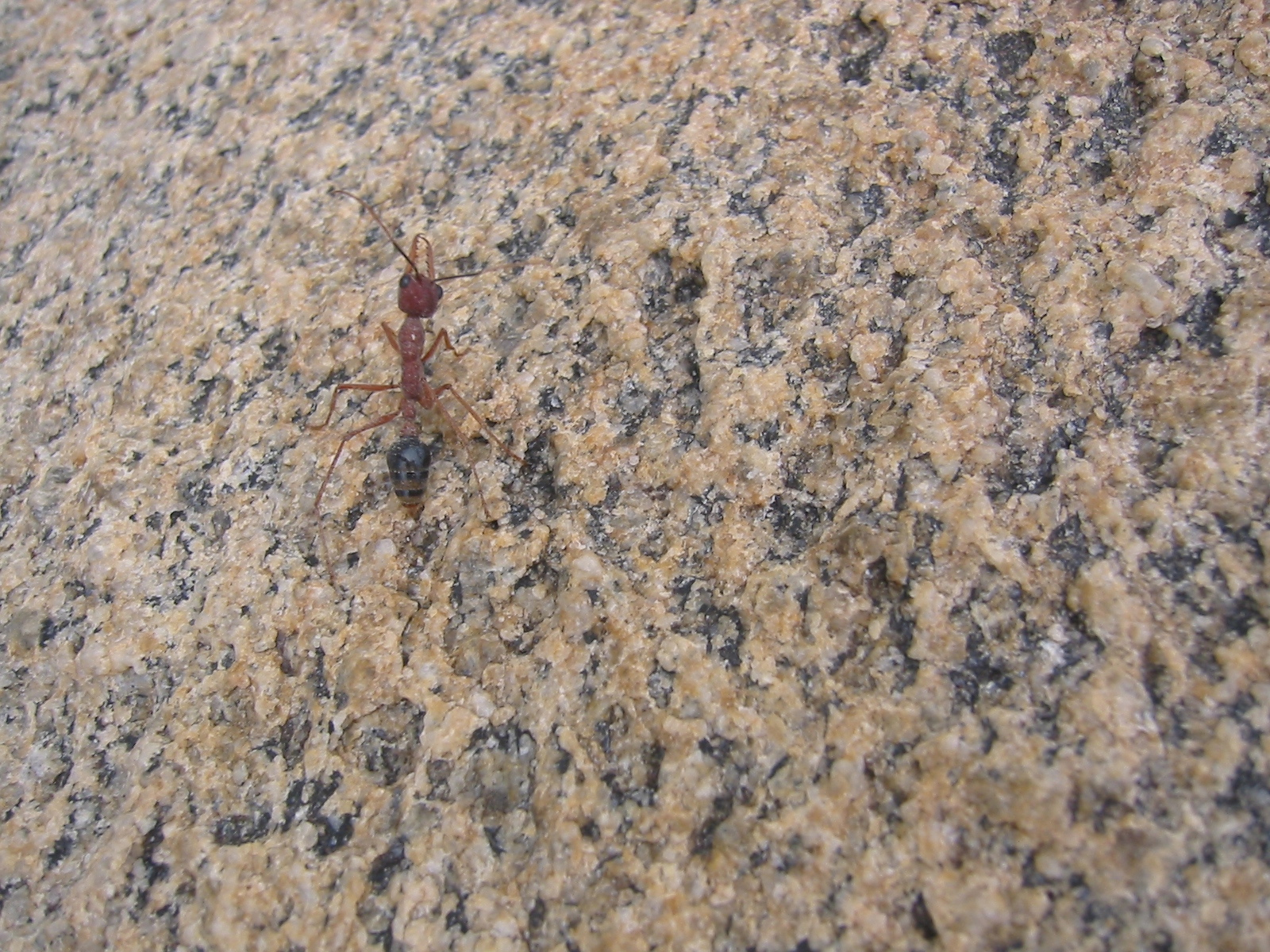